# Bloque Elmer Cárdenas de las AUC
El Bloque Elmer Cárdenas de las AUC fue una de las subestructuras paramilitares de las Autodefensas Unidas de Colombia, entre 1995 y 2004.

## Historia
En 1995 en Urabá se crearon los grupo de autodefensa campesinas llamados “Los Velengues” y el “El grupo de la 70”. A estos grupos pertenecía Elmer Alonso Cárdenas Mendoza, quien murió en un combate con la guerrilla (otra versión dice que por un francotirador), el 18 de diciembre de 1997 y en su honor se creó el Bloque que lleva su nombre, y que desde el principio estuvo bajo el mando de “El Alemán”.
En su área de operaciones se encontraban frentes de las guerrillas de las Fuerzas Armadas Revolucionarias de Colombia - Ejército del Pueblo (FARC-EP) y del Ejército de Liberación Nacional (ELN), además de limitar con otros Bloques de las AUC.
Este bloque realizó masacres, asesinatos, desplazamiento forzado, reclutamiento de menores y descuartizamiento de personas en hechos de violencia entre 1995 y 2006.  Además de tener vínculos con militares y políticos.
En combates entre el Bloque Elmer Cárdenas con las FARC-EP fue perpetrada la masacre de Bojayá en 2002.

## Área de operaciones
Antioquia San Pedro, San Juan, Necoclí, Arboletes, en el norte del Urabá antioqueño, y en el occidente de Antioquia su influencia pasaba por Mutatá, Dabeiba, Uramita, y llegaba hasta Frontino, Cañas Gordas y Caicedo. 
Chocó actuaba en el medio y Bajo Atrato, Unguía, Acandí, Riosucio.
Conformado por los Frente Dabeiba, Frente Pavarandó y el Frente Norte Medio Salaquí o Frente Chocó.

## Miembros principales
- Freddy Rendón Herrera "El Alemán".[6]
- Darío Enrique Vélez[7]

## Crímenes y financiación
Asesinato y desplazamiento forzado de cientos de indígenas y afrodescendientes de las comunidades de Curvaradó, Cacarica y Domingodó que se negaron a vender sus tierras para sembrar palma en por lo menos 22.000 hectáreas. Además del impacto de la industria maderera y del narcotráfico. Cobraban peajes en vías 
A este bloque se le han imputado 3327 delitos y se le acusa de asesinatos, masacres (como la masacre de Murindó,la masacre de La Horqueta), reclutamiento masivo de menores, desplazamiento de personas y descuartizamiento de personas, en complicidad con la Fuerza Pública (militares y policías).
En 2023 fueron incautadas propiedades del Bloque Elmer Cárdenas en Urabá.

## Proceso de paz
El Bloque Elmer Cárdenas se desmovilizó en 3 fases en 2006.